# Campeonato Europeu de Patinação Artística no Gelo de 1932
O Campeonato Europeu de Patinação Artística no Gelo de 1932 foi a trigésima primeira edição do Campeonato Europeu de Patinação Artística no Gelo, um evento anual de patinação artística no gelo organizado pela União Internacional de Patinação (em inglês:  International Skating Union) onde os patinadores artísticos competem pelo título de campeão europeu. A competição foi disputada na cidade de Paris, França.

## Eventos
- Individual masculino
- Individual feminino
- Duplas

## Medalhistas
| Evento                        | Ouro                                 | Prata                                   | Bronze                           |
| Individual masculino detalhes | Karl Schäfer · Áustria               | Ernst Baier · Alemanha                  | Erich Erdös · Áustria            |
| Individual feminino detalhes  | Sonja Henie · Noruega                | Fritzi Burger · Áustria                 | Vivi-Anne Hultén · Suécia        |
| Duplas detalhes               | Andrée Joly · Pierre Brunet · França | Lilly Gaillard · Willy Petter · Áustria | Idi Papez · Karl Zwack · Áustria |

## Resultados

### Individual masculino
| Pos.              | Nome            | Nacionalidade |
| ----------------- | --------------- | ------------- |
| Medalha de ouro   | Karl Schäfer    | Áustria       |
| Medalha de prata  | Ernst Baier     | Alemanha      |
| Medalha de bronze | Erich Erdös     | Áustria       |
| 4                 | Hugo Distler    | Áustria       |
| 5                 | Otto Hartmann   | Áustria       |
| 6                 | Jean Henrion    | França        |
| 7                 | Georges Torchon | França        |

### Individual feminino
| Pos.              | Nome                   | Nacionalidade |
| ----------------- | ---------------------- | ------------- |
| Medalha de ouro   | Sonja Henie            | Noruega       |
| Medalha de prata  | Fritzi Burger          | Áustria       |
| Medalha de bronze | Vivi-Anne Hultén       | Suécia        |
| 4                 | Hilde Holovsky         | Áustria       |
| 5                 | Liselotte Landbeck     | Áustria       |
| 6                 | Yvonne de Ligne-Geurts | Bélgica       |
| 7                 | Joan Dix               | Reino Unido   |
| 8                 | Gabi Clericetti        | França        |
| 9                 | Reneé Volpato          | Itália        |
| 10                | Jacqueline Vaudecrane  | França        |

### Duplas
| Pos.              | Nome                          | Nacionalidade |
| ----------------- | ----------------------------- | ------------- |
| Medalha de ouro   | Andrée Joly / Pierre Brunet   | França        |
| Medalha de prata  | Lilly Gaillard / Willy Petter | Áustria       |
| Medalha de bronze | Idi Papez / Karl Zwack        | Áustria       |
| 4                 | Ms. Lavender / Ord MacKenzie  | Reino Unido   |

## Quadro de medalhas
| Ordem | País     | Medalha de ouro | Medalha de prata | Medalha de bronze |   | Ordem por total |
| ----- | -------- | --------------- | ---------------- | ----------------- | - | --------------- |
| 1     | Áustria  | 1               | 2                | 2                 | 5 | 1               |
| 2     | França   | 1               |                  |                   | 1 | 2               |
| 2     | Noruega  | 1               |                  |                   | 1 | 2               |
| 4     | Alemanha |                 | 1                |                   | 1 | 2               |
| 5     | Suécia   |                 |                  | 1                 | 1 | 2               |
| TOTAL | TOTAL    | 3               | 3                | 3                 | 9 | —               |